# Tata Sumo
Le Tata Sumo est un modèle de SUV produit par le constructeur automobile indien Tata Motors de 1994 à 2019. Pendant la production, son nom a été changé en Sumo Victa et plus tard en Sumo Gold.

## Histoire

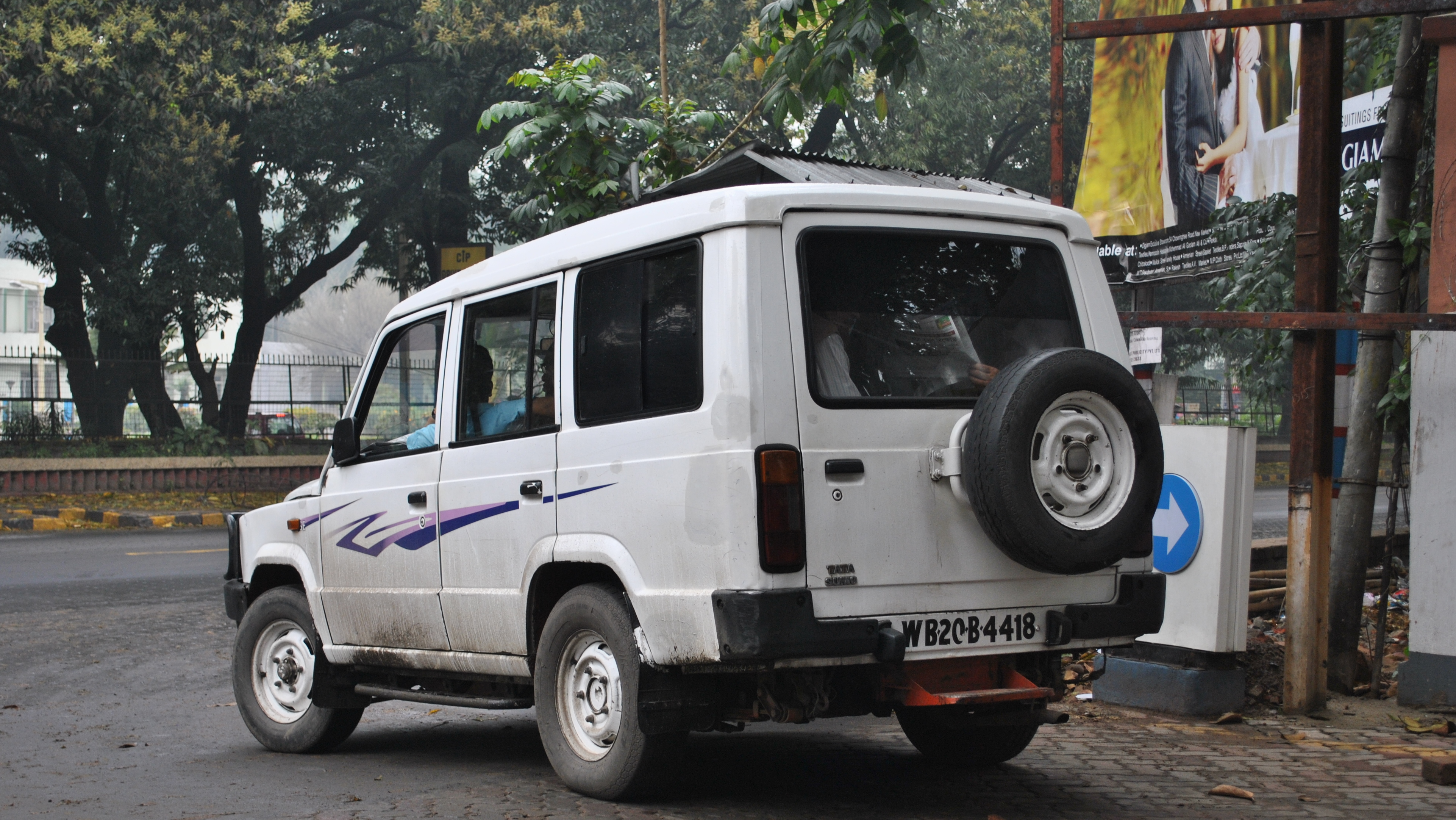
Vue arrière d'un Tata Sumo

Le Sumo a été lancé en 1994 principalement conçu pour un usage militaire et le transport tout-terrain. Il a connu un grand succès commercial avec plus de 100 000 Sumo de vendus avant 1997.

## Tata Sumo Spacio (2000-2011)
Une version mise à jour appelée Tata Sumo Spacio, a été lancée en 2000.
Une version du Spacio appelée Spacio ST a également été introduite pour les marchés ruraux. Le Spacio ST était également disponible en version 4 roues motrices.
Au début de 2007, Tata Motors a lancé le Spacio Gold Plus, propulsé par un moteur Diesel turbocompressé de 3 litres et offrirait respectivement une puissance et un couple accrus de 70 ch (51 kW) à 3 000 tr/min et 223 N m à 2 200 tr/min, selon le communiqué.

## Tata Sumo Victa (2004-2011)

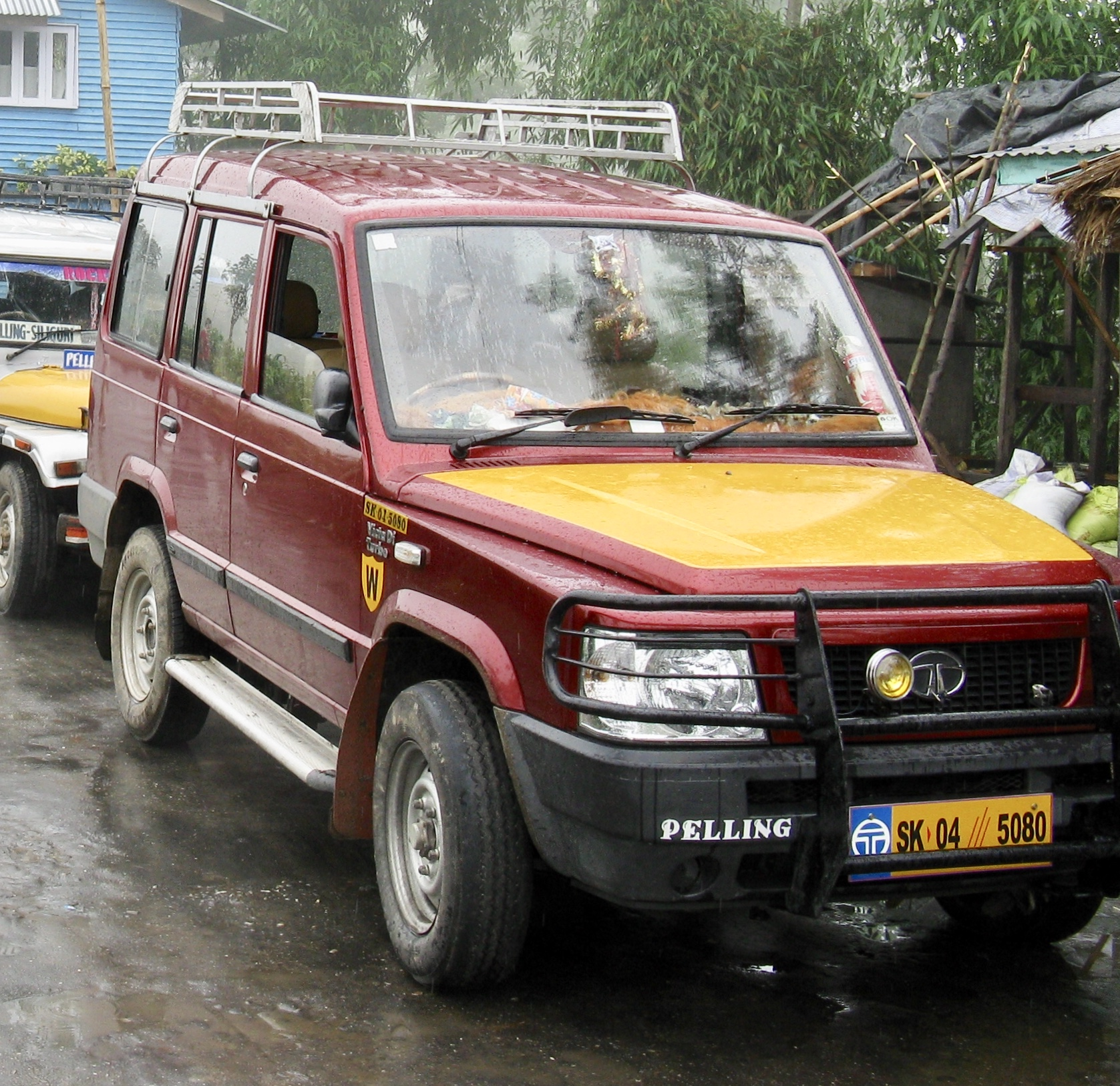
Sumo Victa Turbo DI

Le Sumo Victa lancé en 2004 est une version lifté du précédent Tata Sumo Spacio. Avec son nouvel intérieur, le véhicule comportait un compte-tours, un tableau de bord multifonctionnel, une direction assistée, des vitres électriques sur les quatre portes, un système de verrouillage à distance des portes et de nombreuses autres options.
Plus tard en 2007, Tata Motors a lancé la version améliorée appelée Sumo Victa Turbo DI.

## Tata Sumo Gold (2012-2019)
En février 2012, Tata a lancé le Sumo Gold et sa production a cessé en avril 2019.